# Municipio de Clinton (condado de Wayne, Pensilvania)
El municipio de Clinton (en inglés: Clinton Township) es un municipio ubicado en el condado de Wayne en el estado estadounidense de Pensilvania. En el año 2000 tenía una población de 1,926 habitantes y una densidad poblacional de 19 personas por km².

## Geografía
El municipio de Clinton se encuentra ubicado en las coordenadas 41°39′00″N 75°24′59″O / 41.65000, -75.41639.

## Demografía
Según la Oficina del Censo en 2000 los ingresos medios por hogar en la localidad eran de $34,811 y los ingresos medios por familia eran $42,782. Los hombres tenían unos ingresos medios de $29,896 frente a los $20,341 para las mujeres. La renta per cápita para la localidad era de $15,363. Alrededor del 9,6 % de la población estaban por debajo del umbral de pobreza.